# مايك كينيدي
مايك كينيدي (بالإنجليزية: Mike Kennedy)‏ (و. 1972 – م) هو لاعب هوكي الجليد، من كندا، ولد في تورونتو.

## روابط خارجية
- مايك كينيدي على موقع دوري الهوكي الوطني (الإنجليزية)
- مايك كينيدي على موقع EliteProspects.com (الإنجليزية)
- مايك كينيدي على موقع Eurohockey.com (الإنجليزية)
- مايك كينيدي على موقع HockeyDB.com (الإنجليزية)
- مايك كينيدي على موقع Hockey-Reference.com (الإنجليزية)